# Lac Pythonga
Lac Pythonga är en sjö i Kanada.   Den ligger i regionen Outaouais och provinsen Québec, i den sydöstra delen av landet, 120 km nordväst om huvudstaden Ottawa. Lac Pythonga ligger 206 meter över havet. Arean är 13,4 kvadratkilometer. Den sträcker sig 12,9 kilometer i nord-sydlig riktning, och 4,5 kilometer i öst-västlig riktning.
I omgivningarna runt Lac Pythonga växer i huvudsak blandskog. Trakten runt Lac Pythonga är nära nog obefolkad, med mindre än två invånare per kvadratkilometer.